# Гризайль

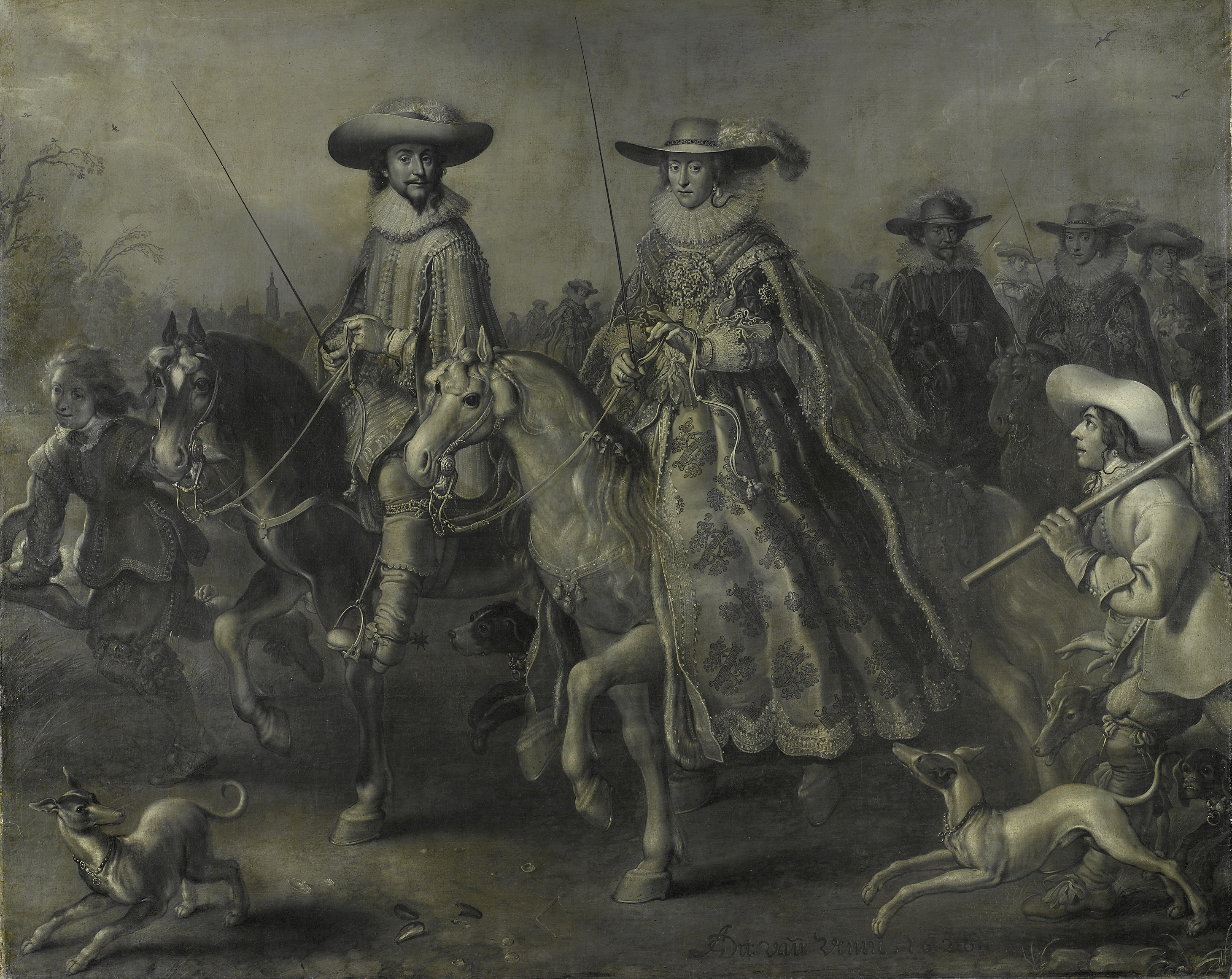
Адріан ван де Венне, «Фрідріх V, курфюрст Пфальцу, король Богемії, і його дружина Елізабет Стюарт на коні», між 1626 та 1628 рр.

Гризáйль (фр. grisaille, від gris — «сірий») — техніка живопису, в якій зображення виконується виключно у відтінках сірого. Також гризайлем називається техніка монохромного емалювання в кераміці, та монохромний вітраж. Кінцевий твір, виконаний у цій техніці, також називається гризайлем.

## Виконання
Твір у техніці гризайлю може бути самостійним зображенням, або попереднім підмальовком під олійний живопис — тоді художник покриває гризайль шарами кольорового лаку. Крім того, гризайль може слугувати підготовчим малюнком для гравюри. Часто гризайль імітує рельєф або скульптуру. Гризайлі можуть включати дещо ширшу колірну гаму. Виконані в коричневому кольорі, називаються брюнайлем, а виконані в зеленому кольорі, називаються вердалью.
Зазвичай гризайль виконується на темній основі. Кожен наступний шар малюнка світліший за попередній.
Також гризайлем називається техніка покриття кераміки (рідше металу) білою глазуррю. Товстіший шар глазурі дає білий колір, а тонший — сірий, що створює виразні світло-тіньові ефекти, посилює об'єми та тривимірність.
У вітражному мистецтві гризайлем називають одноколірні композиції зі скла.

## Історія

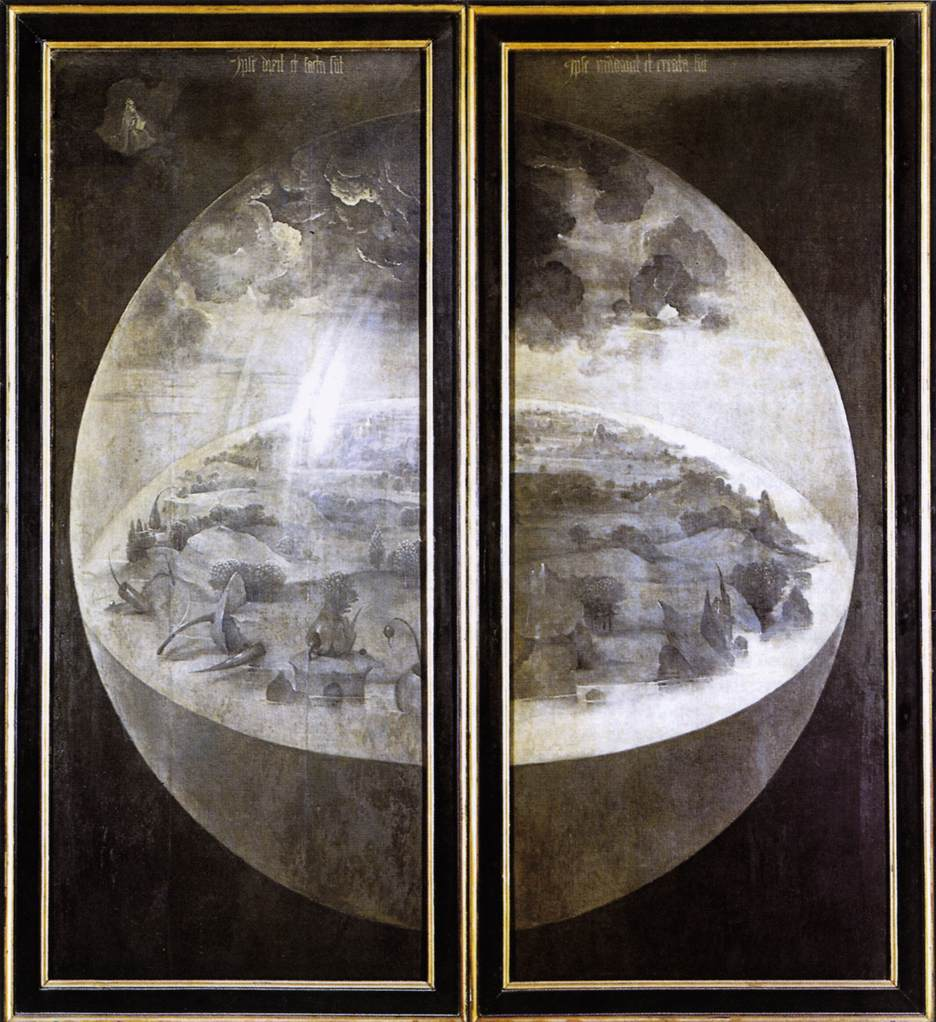
Ієронім Босх. Створення світу, стулки триптиха «Сад земних насолод», між 1480 та 1490 рр.

Монохромний живопис відомий здавна на Сході, зокрема живопис тушшю знаний приблизно з 650 року н. е. Він відомий як мо-шуй у Китаї, суйбокуґа або сумі-е в Японії та соомуква в Кореї.
Техніка гризайлю здобула популярність у західному живописі через ілюстрування рукописів, де зображення часто виконувалися чорнилом і розмивкою з обмеженим діапазоном кольорів. До відомих представників гризайлевого живопису належать митці XIII й XIV ст.: француз Жан Пуселль та англійський художник Метью Паріс. Ця техніка широко застосовувалася в скрипторіях по всій Ірландії та Північній Англії. Гризайлі не були самостійними малюнками, а доповнювалися кольоровими ініціалами й рамками.
В епоху Проторенесансу Джотто використовував гризайль для малювання деяких своїх фресок у капелі Скровеньї у Падуї. Гризайль застосовувався художниками раннього нідерландського Відродження: Робертом Кампіном, Яном ван Ейком і Гуго ван дер Гусом, Гансом Мемлінгом, Ієронімом Босхом. Серед найвідоміших зразків гризайлю нідерландського Відродження — дві зовнішні панелі вівтаря Портінарі Гуго Ван Дер Гуса, що зображують архангела Гавриїла та Богородицю як кам'яні скульптури. Коли їх відправили до Італії в 1483 році, малюнки справили величезний вплив на художників флорентійського Відродження. Ієронім Босх використовував гризайль, щоб намалювати Створення на зовнішній стороні триптиха «Сад земних насолод».
За Високого Відродження до гризайлю вдавалися Андреа Мантенья, Мікеланджело, а також Андреа дель Сарто. Протягом XVI ст. традиція малювання гризайлем підтримувалася в Нідерландах Мартеном ван Гемскерком, Пітером Брейгелем Старшим, далі її продовжили Гендрік Гольціус, Адріан ван де Венне, Ян ван Гоєн і Рембрандт. Гризайлеві емалі були розроблені у XVI ст. у Франції Ліможською школою емальєрів. Серед найвідоміших практиків цієї техніки були члени родини Пеніко.
Наприкінці XVIII ст. до гризайлю вдавалися для імітації класичної скульптури в оздобленні стін і стелі.
Техніка також була популярна серед деяких художників XX ст., включаючи Альфреда Леслі, Чака Клоуза та Пабло Пікассо.

## Зразки гризайлю різних століть

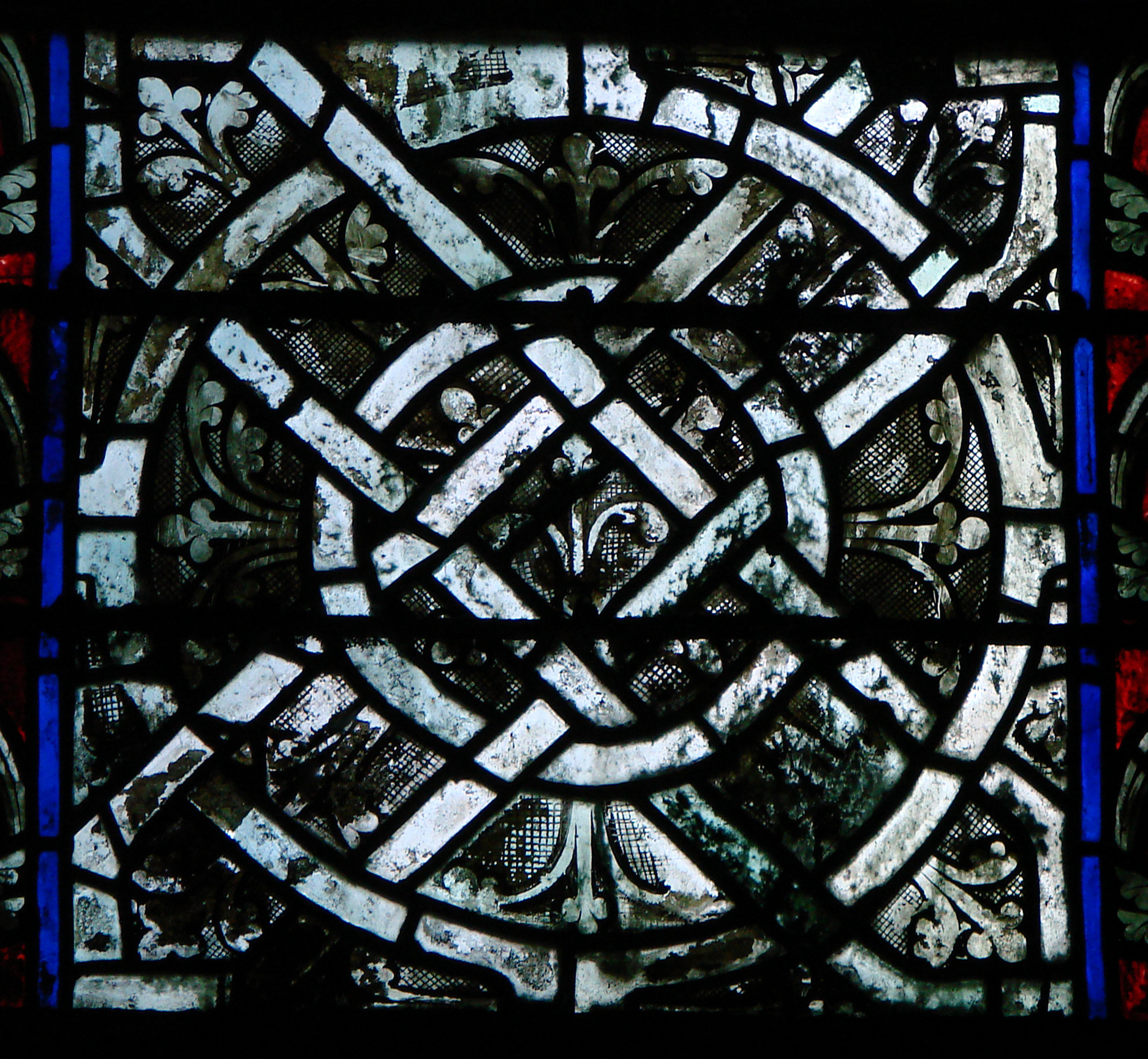
Вітраж-гризайль поряд з багатокольоровими вітражами, XIII ст. Собор Петра і Павла, Труа, Франція.
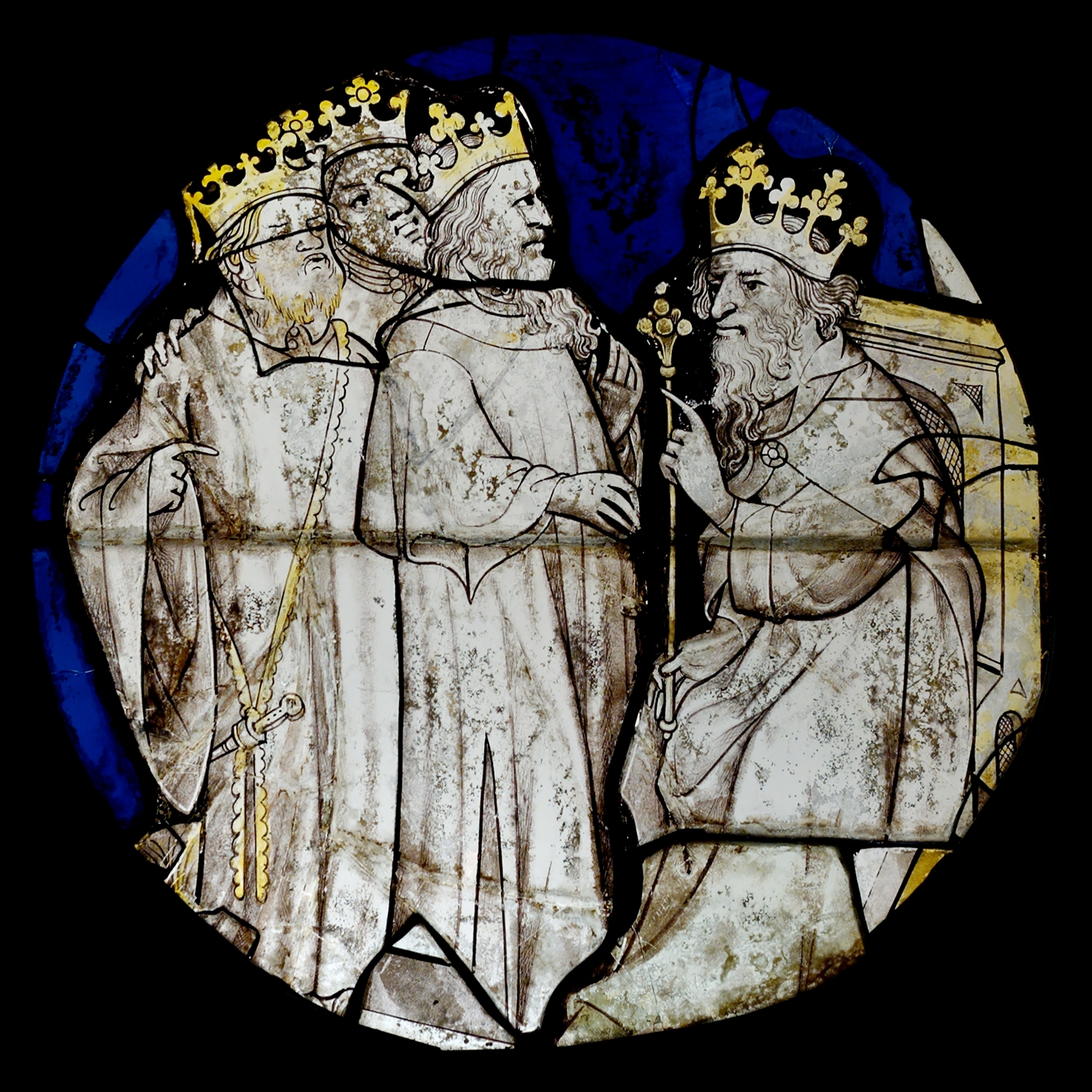
«Троє магів перед Іродом», вітраж XV ст., Франція.
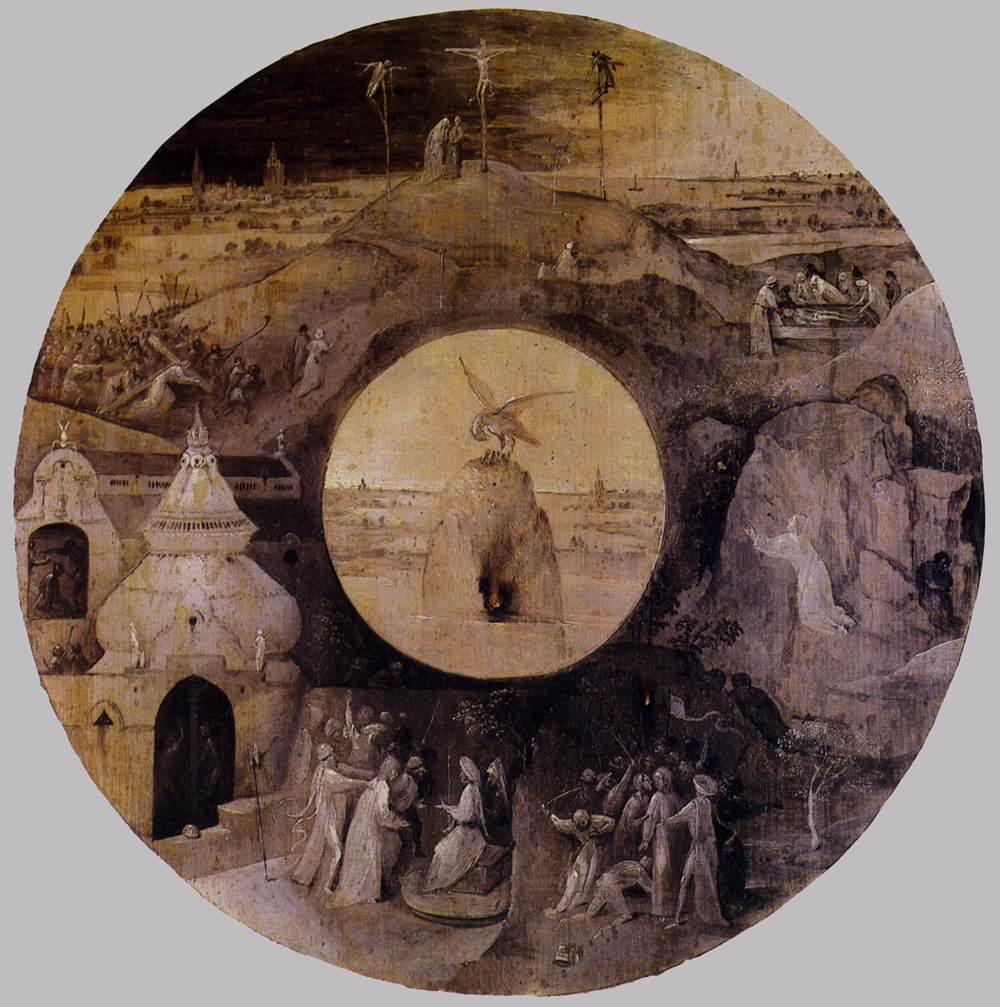
Ієронім Босх, «Іван Богослов на острові Патмос», XIV ст. .
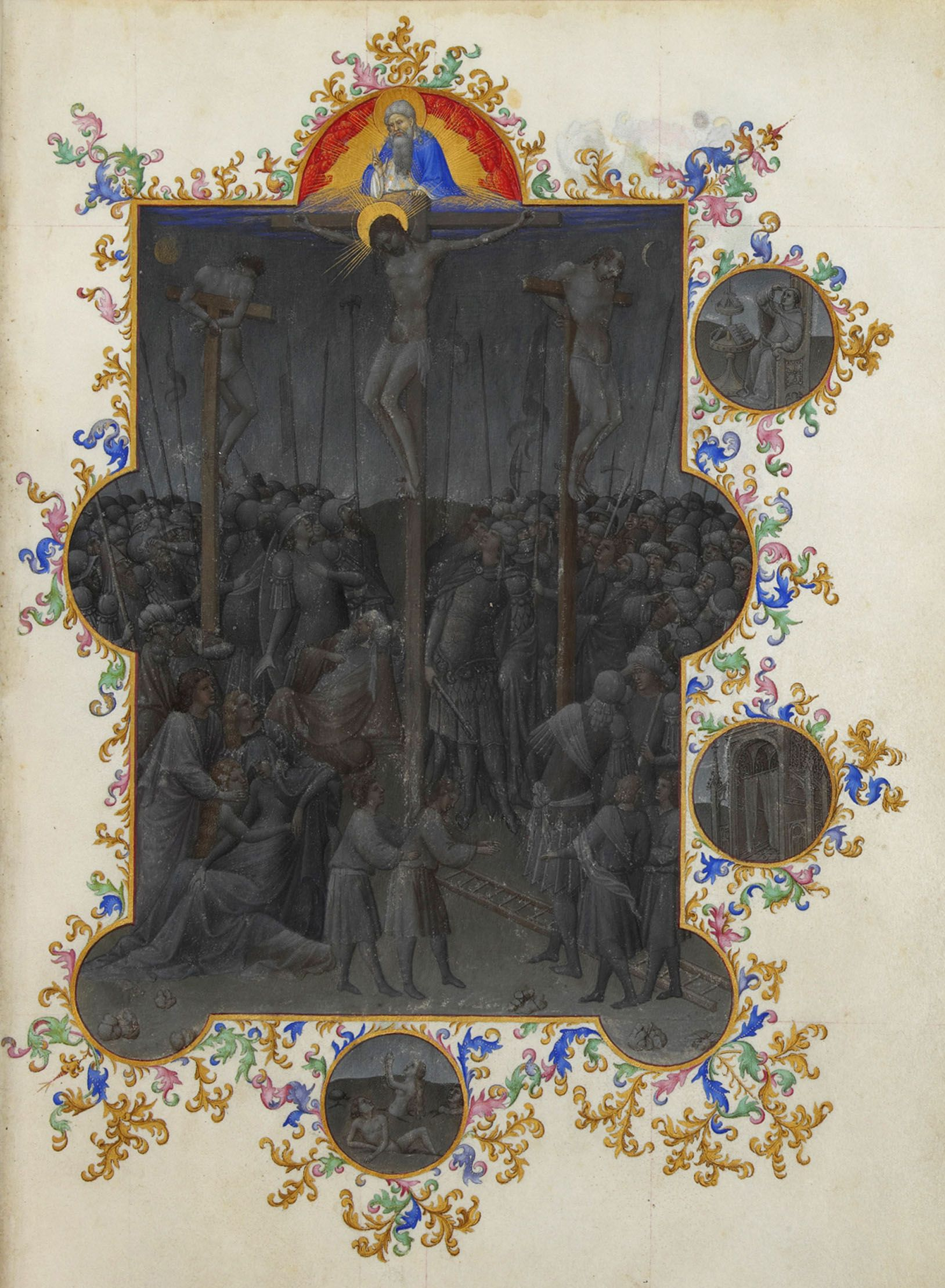
Ілюстрація в «Розкішному часослові герцога Беррійського» — ілюмінованому рукописі XV ст.
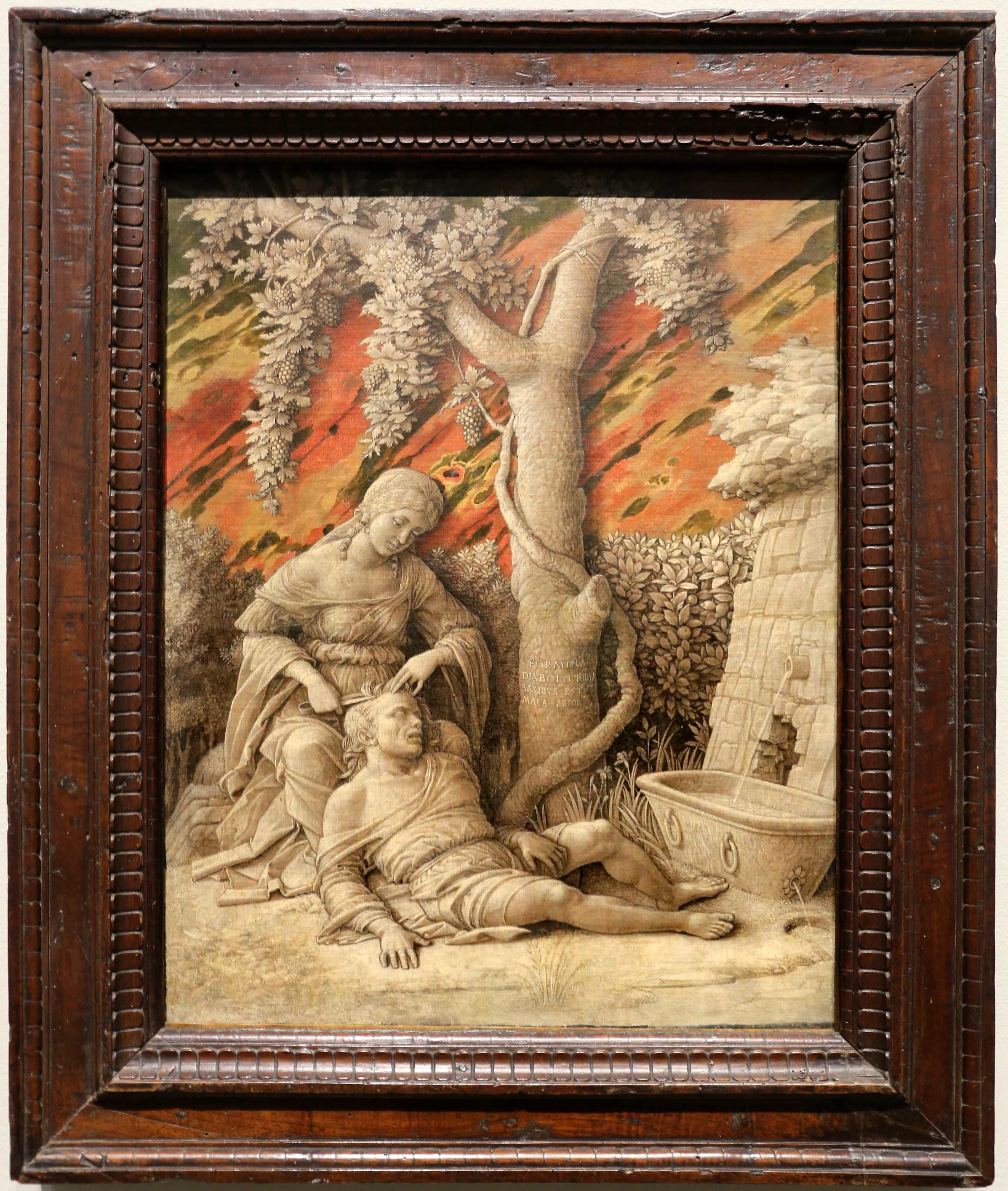
Самсон і Даліла (Мантенья)
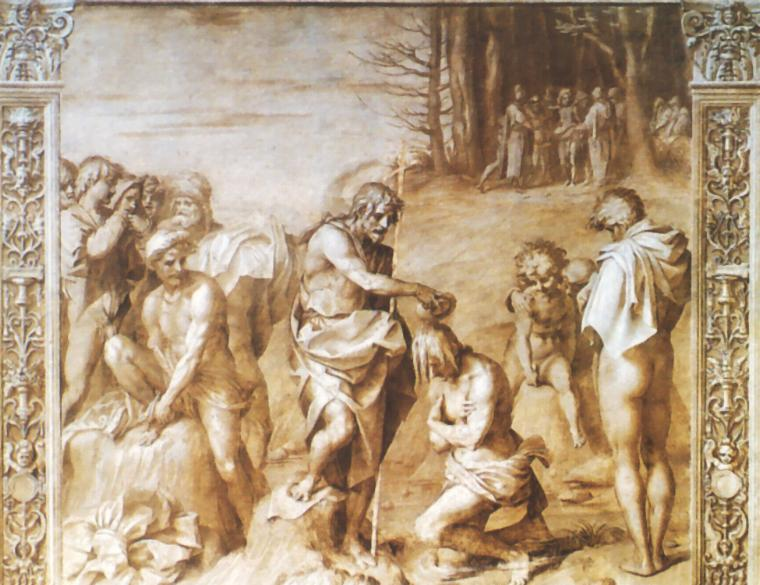
Хрещення Христа. Фреска Андреа дель Сарто, в Монастирі делло Скальці, Флоренція (1511—1526)
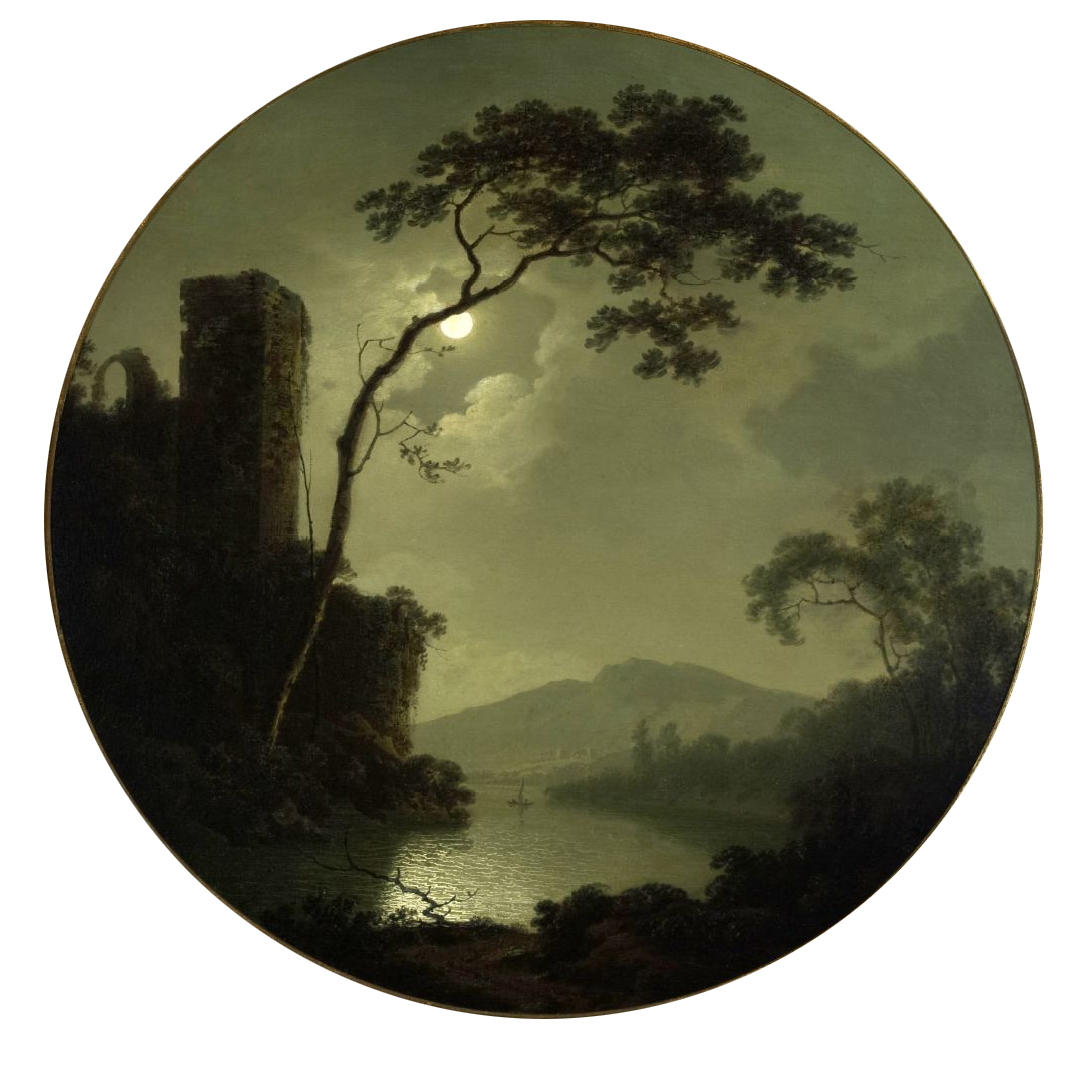
Джозеф Райт, «Озеро із замком на пагорбі», 1787 р.
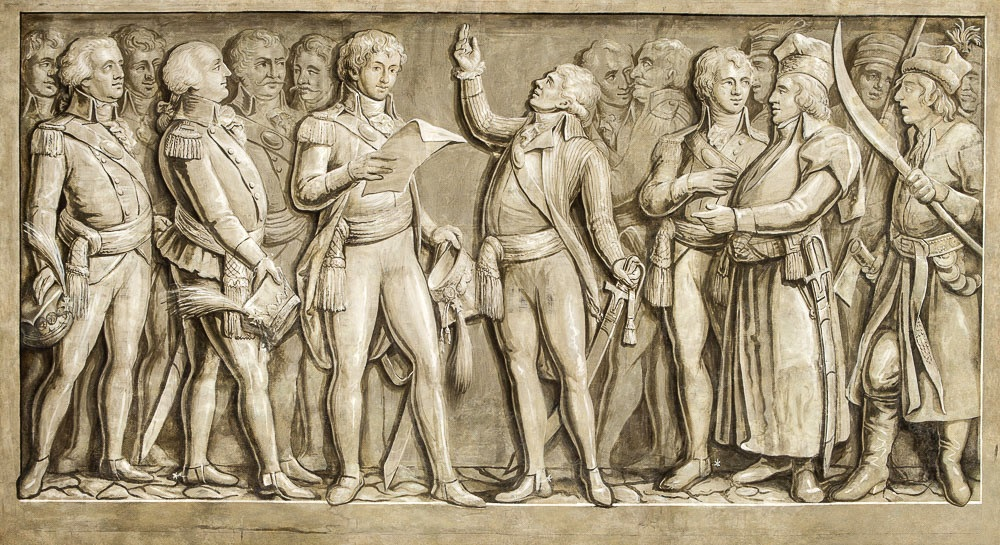
Міхал Стахович, «Присяга Костюшка», 1818 р.
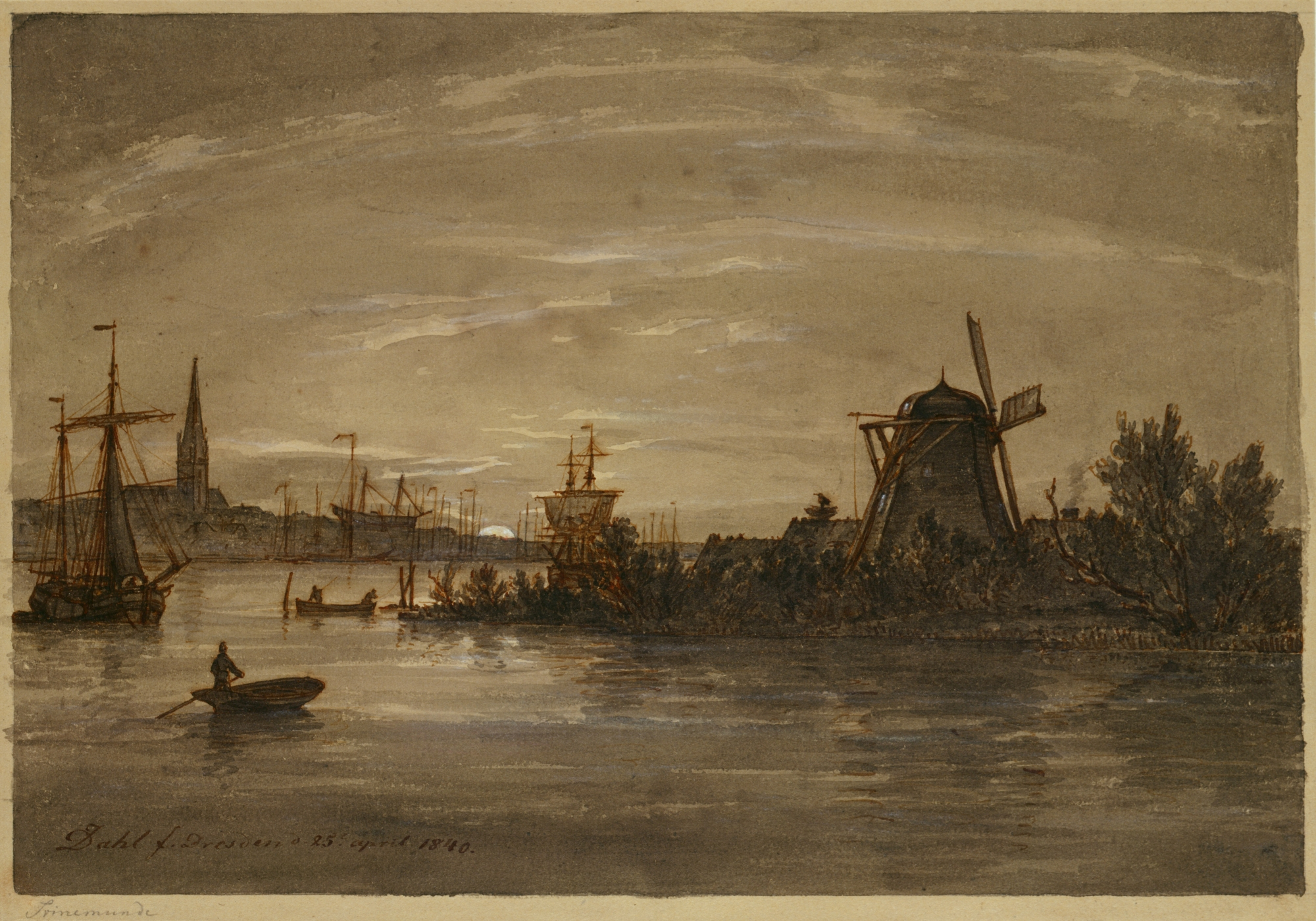
Юхан Крістіан Даль, «Вид на Свіноюсьце», 1840 р.
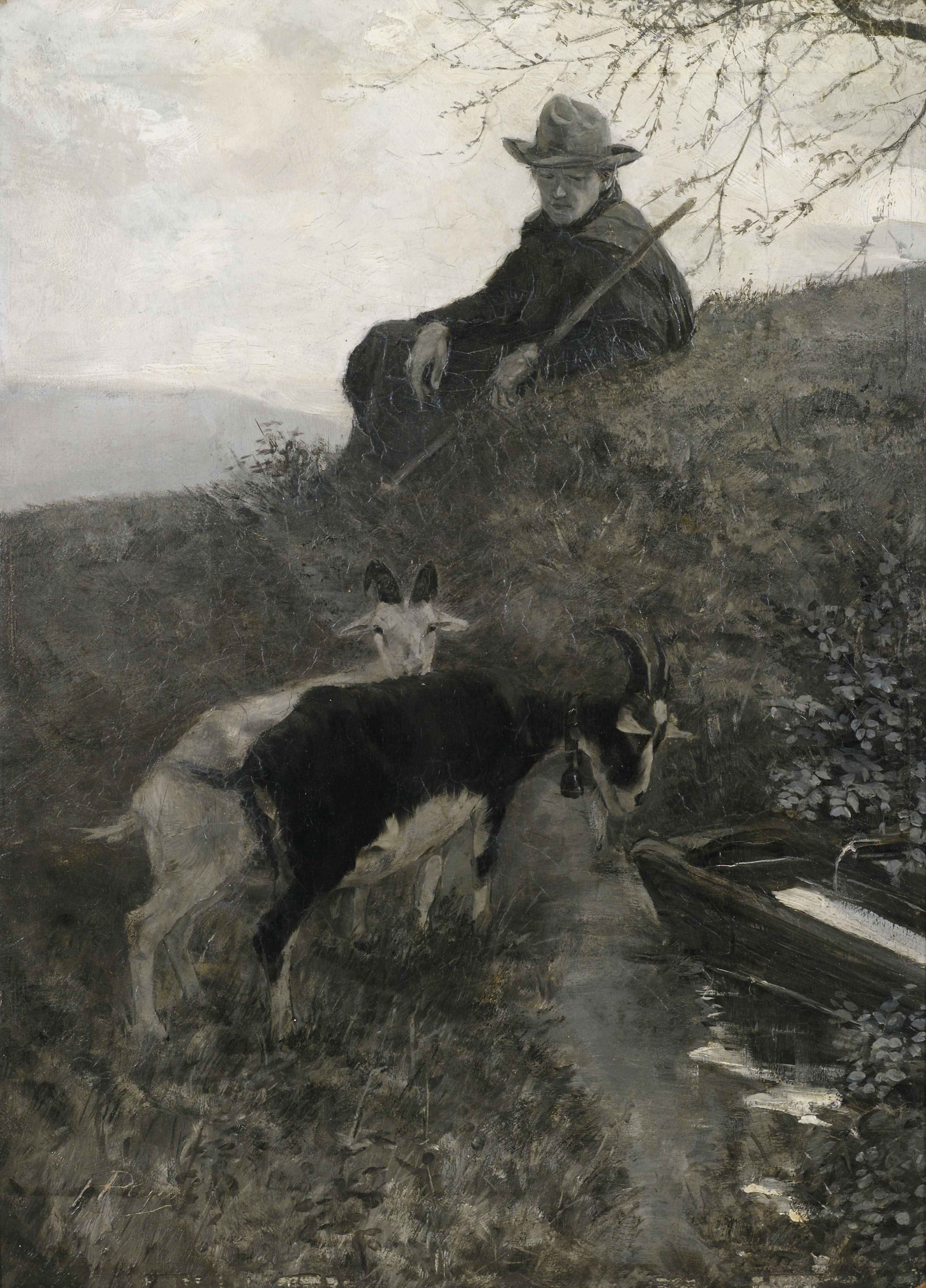
Герман Плоєр, «Пастух з козами біля водопою», до 1911 р.